# Moren (How I Met Your Mother)
Tracy Mosby, bedre kendt som moren fra tv-serien How I Met Your Mother er en fiktiv person spillet af Cristin Milioti. Hun bliver sigende kærester med Ted Mosby i 2013 og Ted frier til hende i 2015. Hun har studeret økonomi på Columbia University, hvor hun så Ted i 2009. Før hun mødte Ted, var hun kærester med en ved navn Louis.

## Hints
Moren er blevet holdet skjult under alle How I Met Your Mother-sæsonerne, men blev i sæson 8's afslutningsafsnit vist. Indtil da er der blevet givet hints om hvordan hun er:
- Ted møder hende ved Barney Stinsons og Robin Scherbatskies bryllup og igen ved en togstation i New York.
- Hun spiller i et band, hvor hun spiller bas.
- Hun har en gul paraply.
- Hun har en vane med at lave musicals ud af morgenmad.
- Hun kan godt lide at male, specielt robotter, der spiller sport.
- Hun har kørerhandsker.
- Hun studerer økonomi.